# Organopoda perorbata
Organopoda perorbata är en fjärilsart som beskrevs av Louis Beethoven Prout 1937. Organopoda perorbata ingår i släktet Organopoda och familjen mätare. Inga underarter finns listade i Catalogue of Life.